# Колективни уговори
Колективни уговори су врста уговора који производе правна дејства за сва лица која припадају одређеној групи (колективу или некој организацији) која је уговор закључила. Правно дејство ових уговора простире се и на оне чланове групе који нису дали своју сагласност или су постали чланови те групе касније, после закључења уговора. За настанак уговора довољно је да је сагласност за закључење уговора дала већина чланова те групе. Ови уговори углавном садрже само опште одредбе којима се регулише одговарајући правни однос или опште услове под којима ће убудуће чланови те групе имати да закључе своје индивидуалне уговоре. 
Колективни уговор о раду је најтипичнији пример. Међутим, он је издвојен из грађанског права чинећи са осталим институтима предмет проучавања посебне гране права – радног права.
Други пример је принудно поравнање више поверилаца. Колективни карактер принудног поравнања огледа се у чињеници да он производи правна дејства за све повериоце истог дужника, па и за оне који су били против поравнања, ако су у мањини. Поравнање се сматра прихваћеним ако за њега гласају повериоци чија потраживања чине више од половине укупног потраживања оних поверилаца који имају прво гласа.
Ту је и уговор о осигурању живота свих чланова колектива чија је делатност повезана с изразитијом могућошћу ризика (радници у руднику).

## Правна природа колективних уговора
Класична доктрина стајала је на становишту да уговори обавезују само она лица кола су кроз уговор изразила сагласност. Касније интерес појединца уступа пред заједничким интересом тако да воља већине чини уговор. Иако постоје различита теоријска решења она имају заједничко опште обележје да у објашњењу природе колективних уговора полазе од института грађанског права.
1. Према једном схватању то је уговор о пуномоћству, где синдикалне организације имају улогу пуномоћника, а радници су налогодавци.
2. У другом тумачењу реч је о незваном вршењу туђих послова које после закључења добија ратификацију од својих чланова.
3. Према трећем тумачењу ово је уговор у корист трећег лица.
4. Према четвртом тумачењу реч је о неименованом уговору.

Ипак, пре би се могло прихватити становиште да је реч о посебној врсти уговора, који истина немају сви иста посебна обележја. Међутим, постоји један минимум заједничких особина који је довољан да их све повеже у једну категорију, а он се састоји у дејству уговора на све чланове једне одређене друштвене групе па чак и против воље неких од њих. Творци уговора су лица која чине већину групе а уговорници су сви чланови групе.

## Значај
Путем колективних уговора постоји ограничење слободе уговарања као и код уговора по приступу. Уколико суд нађе да су одредбе индивидуалног уговора у супротности с општим одредбама постављеним колективним уговором или да је овакав уговор у суштини противан колективном уговору дужан је да овакав уговор прогласи без дејства, или само неке његове одредбе, уколико нађе да остатак уговора може и без њих да опстане.